# Troy Deeney
Troy Matthew Deeney (* 29. Juni 1988 in Birmingham) ist ein englischer Fußballspieler, der langjährig zwischen 2010 und 2021 beim FC Watford unter Vertrag stand. 

## Karriere
Troy Deeney debütierte am 7. April 2007 für den FC Walsall bei einem 2:1-Auswärtssieg über Torquay United in der Football League Two 2006/07. Walsall gewann in dieser Spielzeit die Meisterschaft in der vierten Liga und stieg in die Football League One auf. Nach einem Treffer in seiner ersten vollständigen Spielzeit, erzielte Deeney in der Saison 2008/09 zwölf Ligatreffer. 2009/10 steigerte er seine Torausbeute auf vierzehn Treffer, beendete die Saison mit Walsall jedoch erneut nur im Tabellenmittelfeld.
Am 6. August 2010 wechselte Deeney zum Zweitligisten FC Watford und unterzeichnete einen Zweijahresvertrag. Nach lediglich drei Ligatreffern in seiner ersten Zweitligaspielzeit erzielte Deeney 2011/12 elf Tore und beendete die Spielzeit mit Watford als Tabellenelfter. Im Verlauf der Football League Championship 2012/13 gelangen ihm neunzehn Tore. Zu Beginn der Spielzeit war Deeney zu einer zehnmonatigen Haftstrafe verurteilt worden, jedoch im September 2012 vorzeitig entlassen. Watford beendete die Saison als Tabellendritter und zog nach einem Halbfinal-Erfolg über Leicester City (0:1 und 3:1) ins Finale in Wembley ein. Der 3:1-Erfolg im Rückspiel endete unter dramatischen Umständen und Troy Deeney erzielte den wohl spektakulärsten Treffer seiner Karriere. Leicester erhielt in der Nachspielzeit der Partie einen Elfmeter zugesprochen, jedoch konnte Torhüter Manuel Almunia doppelt gegen Anthony Knockaert abwehren. Nach der zweiten Abwehr blieb der Ball im Spiel und wurde von Watford per Konter über den gesamten Platz gespielt, ehe Deeney per Direktabnahme den 3:1-Siegtreffer schoss. Anstatt im Halbfinale zu scheitern hatte Watford damit den Einzug ins Finale erreicht. Dieses verlor der FC Watford jedoch mit 0:1 nach Verlängerung gegen Crystal Palace.
Trotz einer erneuten Leistungssteigerung seines besten Torschützen Troy Deeney (24 Ligatore) beendete Watford die Saison 2013/14 nur als Tabellendreizehnter. Dafür gelang mit dem zweiten Platz in der Football League Championship 2014/15 hinter dem Meister AFC Bournemouth endlich der Aufstieg in die erste Liga. Im Alter von 27 Jahren spielte Deeney damit erstmals im Oberhaus des englischen Fußballs und erzielte 13 Tore in der Premier League 2015/16. Der Aufsteiger schaffte als Dreizehnter zudem den Klassenerhalt. Diesen erreichte der FC Watford auch in den kommenden drei Spielzeiten, ehe der Verein in der Premier League 2019/20 als Tabellenvorletzter in die zweite Liga abstieg. In der Vorsaison hatte die Mannschaft das Finale des FA Cup 2018/19 erreicht, blieb dort aber mit 0:6 chancenlos gegen Manchester City. Deeney hatte in den fünf Jahren in der Premier League insgesamt 54 Tore erzielt und blieb Watford auch nach dem Abstieg treu. 
In der EFL Championship 2020/21 konnte die Mannschaft ihrer Favoritenrolle gerecht werden und mit dem zweiten Tabellenplatz die direkte Rückkehr in die erste Liga erreichen. Dies blieb die letzte Saison von Troy Deeney in Watford, der in der letzten Spielzeit noch einmal sieben Treffer erzielen konnte. 
Am 30. August 2021 wechselte er nach 11 Jahren beim FC Watford ablösefrei zurück in seine Geburtsstadt zu Birmingham City und unterschrieb bei den "Blues" einen Vertrag bis 2023.
Seit Sommer 2023 spielte er für die Forest Green Rovers, im Dezember übernahm er dort zudem das Traineramt, wurde aber bereits Mitte Januar 2024 entlassen.